# Bulbophyllum iterans
Bulbophyllum iterans là một loài phong lan thuộc chi Bulbophyllum.